# Lasiurus varius
Lasiurus varius és una espècie de ratpenat de la família dels vespertiliònids. Sovint és considerat sinònim de Lasiurus blossevillii o de Lasiurus borealis, però és diferent.
Aquesta espècie viu al sud de l'Argentina i Xile. No hi ha informació de la seva població, encara que, a causa de la seva extensa distribució, es creu que té una gran població i, per tant, es considera que està poc amenaçat.